# McLaren MP4-27
O MP4-27 é o modelo da McLaren da temporada de 2012 da Fórmula 1. Condutores: Jenson Button e Lewis Hamilton.
O carro foi lançado em 1º de fevereiro, antes da primeira sessão de testes da temporada em Jerez.
Para o GP da Espanha, a McLaren apresentou um novo aerofólio dianteiro mais elevado.

## Resultados[2]
(legenda) (em negrito indica pole position e itálico volta mais rápida)
| Ano  | Chassi | Motor               | Pneus | N° | Pilotos        | 1   | 2   | 3   | 4   | 5   | 6   | 7   | 8   | 9   | 10  | 11  | 12  | 13  | 14  | 15  | 16  | 17  | 18  | 19  | 20  | Pontos | Posição |  |
| ---- | ------ | ------------------- | ----- | -- | -------------- | --- | --- | --- | --- | --- | --- | --- | --- | --- | --- | --- | --- | --- | --- | --- | --- | --- | --- | --- | --- | ------ | ------- |  |
|      |        |                     |       |    |                |     |     |     |     |     |     |     |     |     |     |     |     |     |     |     |     |     |     |     |     |        |         |  |
|      |        |                     |       |    |                | AUS | MAL | CHN | BHR | ESP | MON | CAN | EUR | GBR | GER | HUN | BEL | ITA | CIN | JPN | KOR | IND | ABD | USA | BRA |        |         |  |
| 2012 | MP4-27 | Mercedes FO 108Z V8 | P     | 3  | Jenson Button  | 1   | 14  | 2   | 18† | 9   | 16† | 16  | 8   | 10  | 2   | 6   | 1   | Ret | 2   | 4   | Ret | 5   | 4   | 5   | 1   | 378    | 3º      |  |
| 2012 | MP4-27 | Mercedes FO 108Z V8 | P     | 4  | Lewis Hamilton | 3   | 3   | 3   | 8   | 8   | 5   | 1   | 19† | 8   | Ret | 1   | Ret | 1   | Ret | 5   | 10  | 4   | Ret | 1   | Ret | 378    | 3º      |  |

† Completou mais de 90% da distância da corrida.